# Medal Wojenny Marynarki Handlowej
Medal Wojenny Marynarki Handlowej (ang. Mercantile Marine War Medal) – brytyjski medal wprowadzony w roku 1919.

## Zasady nadawania
Medal nadawany był przez Izbę Handlową rządu brytyjskiego.
Przyznawany był (przed otrzymaniem medalu British War Medal) marynarzom floty handlowej, którzy służyli na morzu podczas I wojny światowej i pływali po niebezpiecznych wodach.
Mogli go również otrzymać ci, którzy służyli na morzu przez co najmniej sześć miesięcy od wybuchu wojny 4 sierpnia 1914, do zawieszenia broni 11 listopada 1918.
Najczęściej byli to piloci i załogi statków pocztowych oraz pływających latarni morskich.

## Opis medalu
Okrągły medal wykonany z brązu o średnicy 36 mm
- Awers: portret Króla Jerzego V
- Rewers: statek handlowy płynący przez niebezpieczne wody i nieprzyjacielski okręt podwodny w tle oraz słowa For War Service / Mercantile Marine / 1914-1918 zapisane w trzech wierszach.

W sumie nadano 133 135 medali, z tego około 100 dla personelu kanadyjskiego.